# いつか何処かで (ジャニーズの曲)
『いつか何処かで』（いつかどこかで）は、1967年9月10日に発売された、ジャニーズの14枚目のシングルである。

## 概要
A面曲は、同年6月〜7月のジャニーズ主演ミュージカル『いつか何処かで 〜 フォーリーブス物語』の劇中歌、および同年11月3日公開の日活映画『君は恋人』の劇中歌。
B面曲は中谷がリードボーカル、他のメンバーはコーラス。
2023年10月時点で未CD化。

## 収録曲
演奏:ケニー・ウッド・オーケストラ
1. いつか何処かで [2:50]
  - 作詞：加味優/作曲・編曲：服部克久
2. 素敵な恋人 [2:48]
  - 作詞・作曲：笠井幹男/編曲：服部克久